# Basis (topologie)
In de topologie, een tak van de wiskunde, heet een deelverzameling {\displaystyle {\mathcal {B}}} van de topologie {\displaystyle {\mathcal {T}}} van een topologische ruimte {\displaystyle (X,{\mathcal {T}})} een basis van {\displaystyle {\mathcal {T}}}, als {\displaystyle {\mathcal {T}}} voortgebracht wordt door {\displaystyle {\mathcal {B}}}, d.w.z. dat elke open verzameling in {\displaystyle {\mathcal {T}}} de vereniging is van verzamelingen uit {\displaystyle {\mathcal {B}}}. 
Een topologie is in veel gevallen een zeer grote familie deelverzamelingen van {\displaystyle X} die moeilijk expliciet te omschrijven is. Door een basis te geven die uit een veel beperkter aantal verzamelingen uit de topologie bestaat, kan toch de topologie vastgelegd worden

## Definitie
In een topologische ruimte {\displaystyle (X,{\mathcal {T}})} heet een deelcollectie {\displaystyle {\mathcal {B}}} van {\displaystyle {\mathcal {T}}} een basis, als elk element van {\displaystyle {\mathcal {T}}} de vereniging is van elementen van {\displaystyle {\mathcal {B}}}. Deze vereniging mag eventueel oneindig of leeg zijn.

### Voorbeelden
- De collectie van open intervallen vormt een basis voor de gebruikelijke topologie van {\displaystyle \mathbb {R} }
- De collectie van open intervallen waarvan de eindpunten breuken zijn, vormt een andere basis voor diezelfde topologie. Deze basis heeft bovendien de handige eigenschap dat ze uit een aftelbaar aantal delen van {\displaystyle \mathbb {R} } bestaat.
- In een metrische ruimte {\displaystyle (X,d)} vormen de open bollen {\displaystyle \{B(x,r);x\in X,r>0\}} een basis voor de metrische topologie. Ook hier kunnen we ons beperken tot bollen waarvan de straal {\displaystyle r} een rationaal getal (breuk) is, maar de middelpunten {\displaystyle x} zijn niet altijd aftelbaar.
- Een topologie is altijd een basis van zichzelf.

## Equivalentie
Twee willekeurig bases {\displaystyle {\mathcal {B}}_{1}} en {\displaystyle {\mathcal {B}}_{2}} van eenzelfde topologie zijn equivalent in de volgende zin:
- Voor elke {\displaystyle B_{1}\in {\mathcal {B}}_{1}} en {\displaystyle x\in B_{1}} is er een {\displaystyle B_{2}\in {\mathcal {B}}_{2}}, zodanig dat {\displaystyle x\in B_{2}\subset B_{1}}
- Voor elke {\displaystyle B_{2}\in {\mathcal {B}}_{2}} en {\displaystyle x\in B_{2}} is er een {\displaystyle B_{1}\in {\mathcal {B}}_{1}}, zodanig dat {\displaystyle x\in B_{1}\subset B_{2}}

Omgekeerd, als twee bases van topologieën aan bovenstaande twee eigenschappen voldoen, dan brengen ze dezelfde topologie voort.

## Tweede aftelbaarheid
Een ruimte die een basis heeft met aftelbaar veel elementen wordt tweedst-aftelbaar genoemd. Tweede aftelbaarheid is een topologisch invariant. Een voorbeeld van een tweedst-aftelbare ruimte is {\displaystyle \mathbb {R} } met de gebruikelijke topologie. Immers de collectie {\displaystyle \{(a,b):a,b\in \mathbb {Q} \}} is een basis en omdat de breuken {\displaystyle \mathbb {Q} } aftelbaar zijn, is de basis het ook.

## Lokale basis
Er bestaat ook een lokale versie van het begrip basis:

### Definitie
Als {\displaystyle (X,{\mathcal {T}})} een topologische ruimte is en {\displaystyle a} een element uit {\displaystyle X}, dan is een lokale basis in {\displaystyle a} een deelcollectie {\displaystyle {\mathcal {B}}_{a}} van {\displaystyle {\mathcal {T}}} zodanig dat:
- {\displaystyle a} een element is van elk lid van {\displaystyle {\mathcal {B}}_{a}}
- Elke open verzameling die {\displaystyle a} bevat, een element van {\displaystyle {\mathcal {B}}_{a}} als deelverzameling heeft.

### Voorbeelden
- Als {\displaystyle a} een reëel getal is, dan is de verzameling {\displaystyle \{(a-r,a+r);r>0\}} een lokale basis in {\displaystyle a}.
- Voor elke metrische ruimte is de verzameling van open ballen rondom {\displaystyle a} een lokale basis in {\displaystyle a}. Ook de verzameling open ballen met rationale straal rondom {\displaystyle a} is een lokale basis in {\displaystyle a}.
- Voor elke topologie is de verzameling van open verzamelingen die {\displaystyle a} bevatten een lokale basis in {\displaystyle a}.

## Eerste aftelbaarheid
Een topologische ruimte {\displaystyle X} heet eerst-aftelbaar als er voor elk element {\displaystyle a} van {\displaystyle X} een aftelbare lokale basis bestaat. Ook eerste aftelbaarheid is een continu-invariant.
Duidelijk is dat tweede aftelbaarheid eerste aftelbaarheid impliceert. Uit het tweede voorbeeld hierboven volgt tevens dat elke metrische ruimte eerst-aftelbaar is.
Het begrip sigma-lokaal-eindige basis ligt tussen eerste en tweede aftelbaarheid in.

## Subbasis
Niet elke familie van deelverzamelingen van een verzameling {\displaystyle X} is automatisch de basis van een of andere topologie op {\displaystyle X}. Een basis {\displaystyle {\mathcal {B}}} van een topologie voldoet steeds aan de eigenschap dat iedere eindige doorsnede van leden van {\displaystyle {\mathcal {B}}} geschreven kan worden als vereniging van elementen van {\displaystyle {\mathcal {B}}}:
{\displaystyle \forall B_{1},B_{2}\in {\mathcal {B}},\exists \{A_{i}\in {\mathcal {B}};i\in I\}:B_{1}\cap B_{2}=\bigcup _{i\in I}A_{i}}
We kunnen wel iedere willekeurige familie {\displaystyle {\mathcal {F}}} van delen van {\displaystyle X} uitbreiden tot een basis door er alle eindige doorsneden aan toe te voegen:
{\displaystyle {\mathcal {B}}=\{F_{1}\cap F_{2}\cap \ldots \cap F_{n};n\in \mathbb {N} ,F_{i}\in {\mathcal {F}}\}}

### Definitie
Als {\displaystyle (X,{\mathcal {T}})} een topologische ruimte is, dan heet een deelcollectie {\displaystyle {\mathcal {S}}} van {\displaystyle {\mathcal {T}}} een subbasis voor {\displaystyle {\mathcal {T}}} als alle eindige doorsnedes van {\displaystyle {\mathcal {S}}} een basis vormen voor {\displaystyle {\mathcal {T}}}. Hierbij geldt de gebruikelijke afspraak dat de doorsnede van 0 deelverzamelingen de verzameling {\displaystyle X} zelf oplevert.
Elke familie deelverzamelingen {\displaystyle {\mathcal {F}}} van een verzameling {\displaystyle X} is subbasis van precies één topologie {\displaystyle {\mathcal {T}}} op {\displaystyle X}. We noemen dit de topologie voortgebracht door {\displaystyle {\mathcal {F}}}.
De topologie voortgebracht door {\displaystyle {\mathcal {F}}} kan ook gekarakteriseerd worden als de kleinste (grofste) topologie op {\displaystyle X} waarin de leden van {\displaystyle {\mathcal {F}}} open zijn, of ook nog als de doorsnede van alle topologieën op {\displaystyle X} waarin de leden van {\displaystyle {\mathcal {F}}} open zijn.

### Voorbeelden
De collectie van alle open intervallen in de vorm {\displaystyle (a,\infty )} en {\displaystyle (-\infty ,b)} vormen een subbasis voor de gebruikelijke topologie voor {\displaystyle \mathbb {R} }.
De lege familie brengt de indiscrete topologie {\displaystyle \{\emptyset ,X\}} voort.